# Улица Карташова (Томск)
Карташова — улица в Томске. От проспекта Ленина до Комсомольского проспекта. Длина — 2 км.

## История
Возникла в предместье Юрточной горы, в 1878 году на улице насчитывалось 25 домов. Рядом с улицей в течение долгого времени находилась городская свалка.
Первое название получила по фамилии купца С. В. Ерлыкова. На площади у перекрестка с современной улицей Дзержинского стояла Преображенская церковь (возведенная в значительной мере на деньги купца С. В. Ерлыкова, достройка закончена Королёвыми).
В 1901 году в д. 28 была открыта начальная школа — Ярлыковское училище. В 1915 году вначале улицы было заложено здание детской больницы имени Петра и Алевтины Михайловых (ныне — городская поликлиника № 1).

## Новая история
В 1929 году была переименована в Садовую улицу из-за располагавшихся рядом садов — Городского и Буфф.
Современное название получила в 1944 году в память учёного-паровозостроителя, ректора Томского технологического института Н. И. Карташова (1867—1943)

## Известные здания
- проспект Ленина, 51 — детская больница Петра и Алевтины Михайловых  памятник архитектуры (региональный) № 7030381000
- дом 4 — бывший дом П. Ф. Ломовицкого (врач, городской голова Томска в 1914 году) (снесён)
- дом 9 / Кузнецова, 17 —  памятник архитектуры (региональный) № 7000140000
- дом 11 —  памятник архитектуры (региональный) № 7030347000
- дом 18 / Белинского, 27 —  памятник архитектуры (региональный) № 7000097000
- дом 21 — Игуменский парк, особо охраняемая природная территория
- дом 22 —  памятник архитектуры (региональный) № 7030269000
- дом 23 / улица Вершинина 24б —  памятник архитектуры (региональный) № 701510264230005 (снесён)
- дом 23а —  памятник архитектуры (региональный) № 7020031000 (снесён)
- дом 26 — бывший «обкомовский» дом.
- дом 28 — церковь Святой Марии
- дом 32 / Красноармейская, 88 —  памятник архитектуры (региональный) № 7030270000
- дом 32а —  памятник архитектуры (региональный) № 7030271000
- дом 32б —  памятник архитектуры (региональный) № 7030272000
- дом 34 —  памятник архитектуры (региональный) № 7030273000

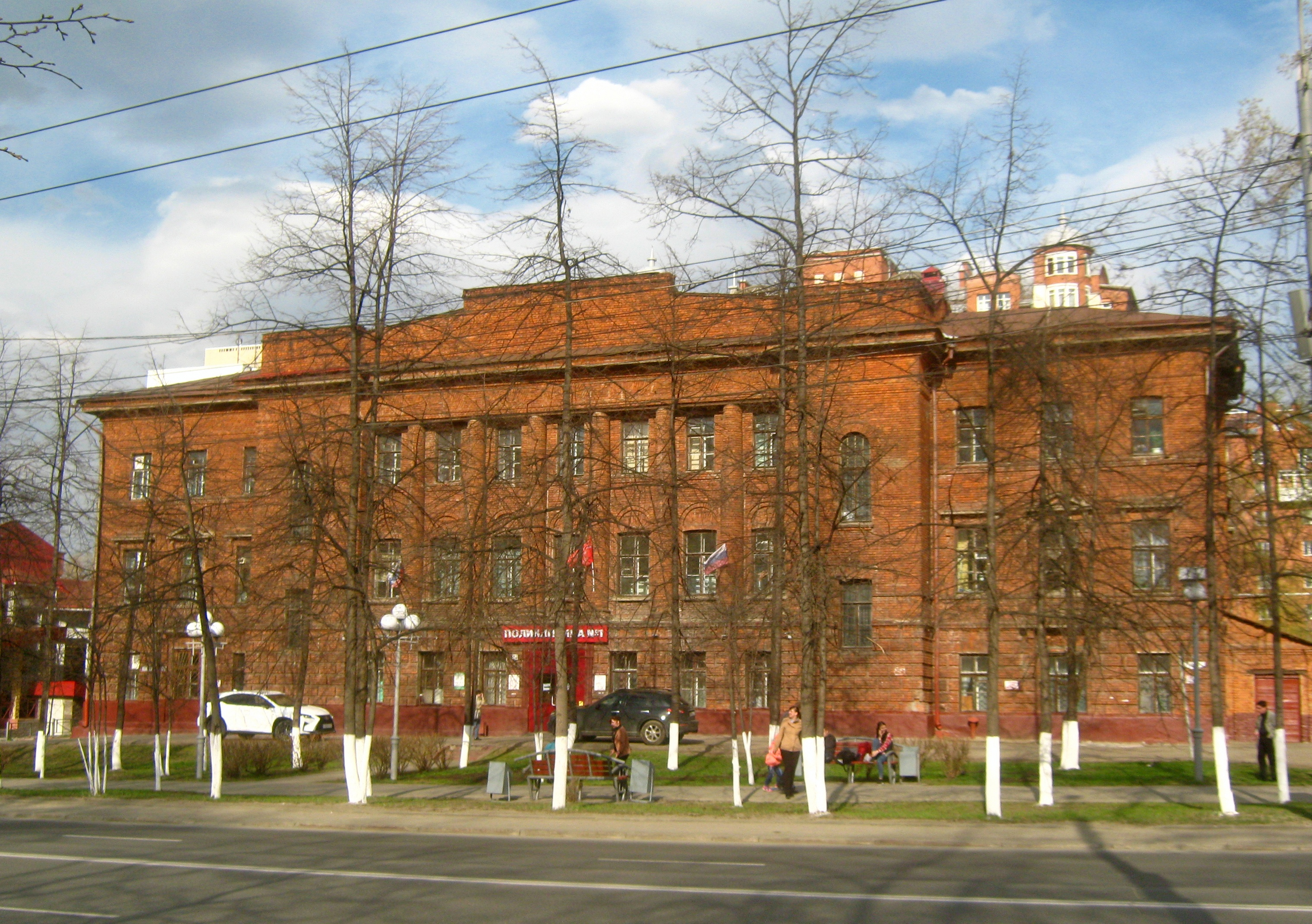
детская больница Михайловых
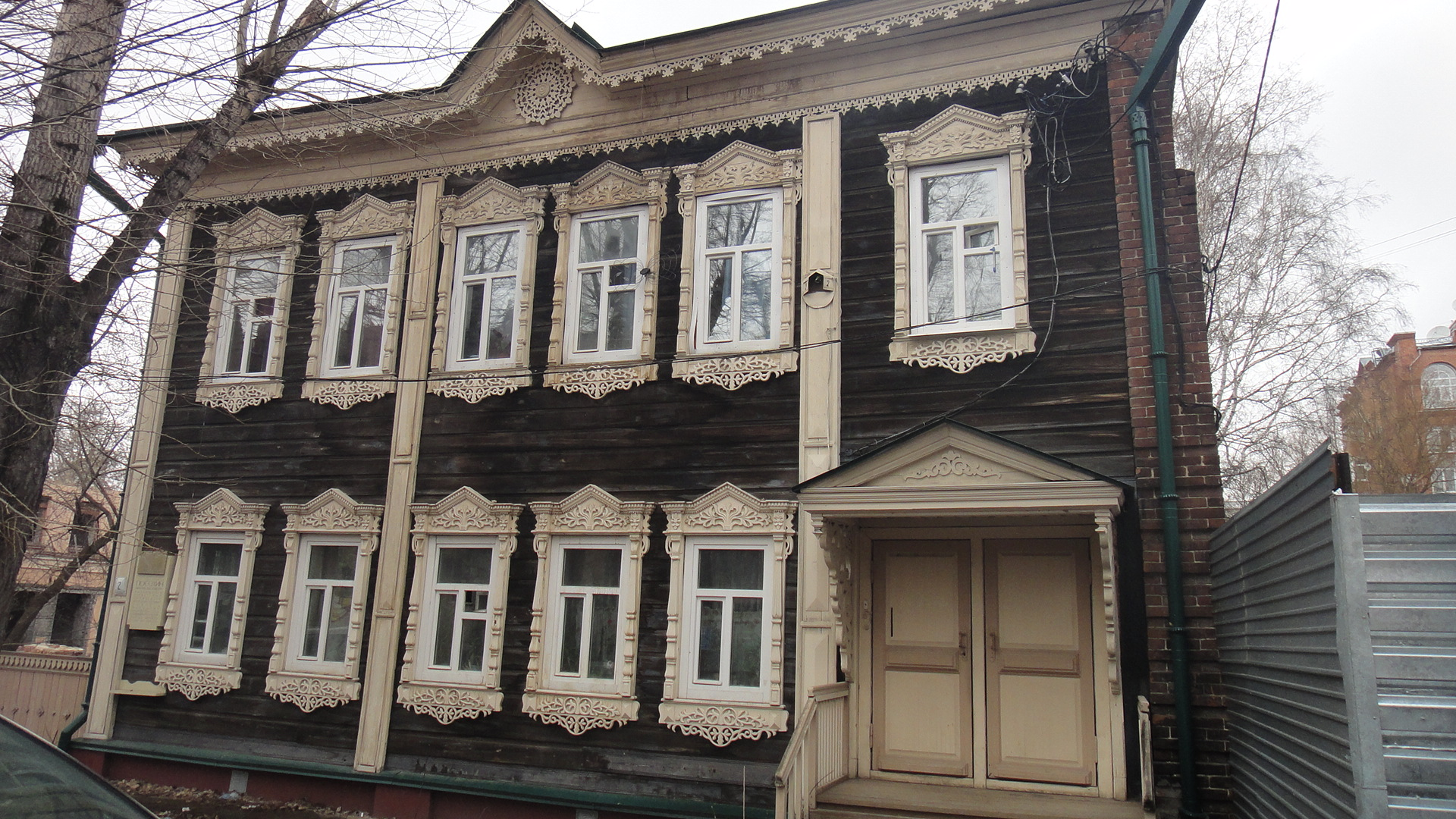
Карташова, 2
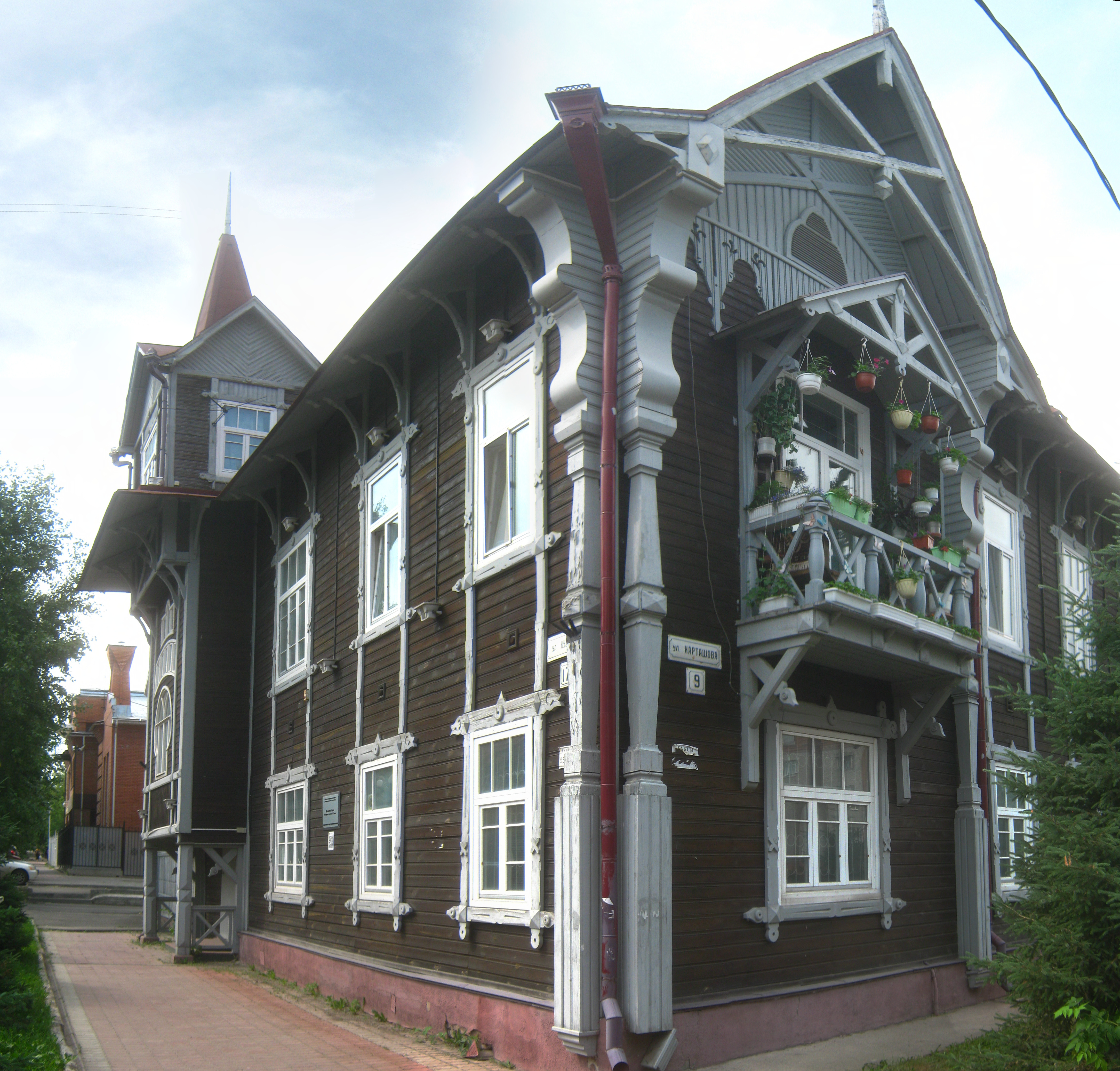
Карташова, 9 / Кузнецова, 17
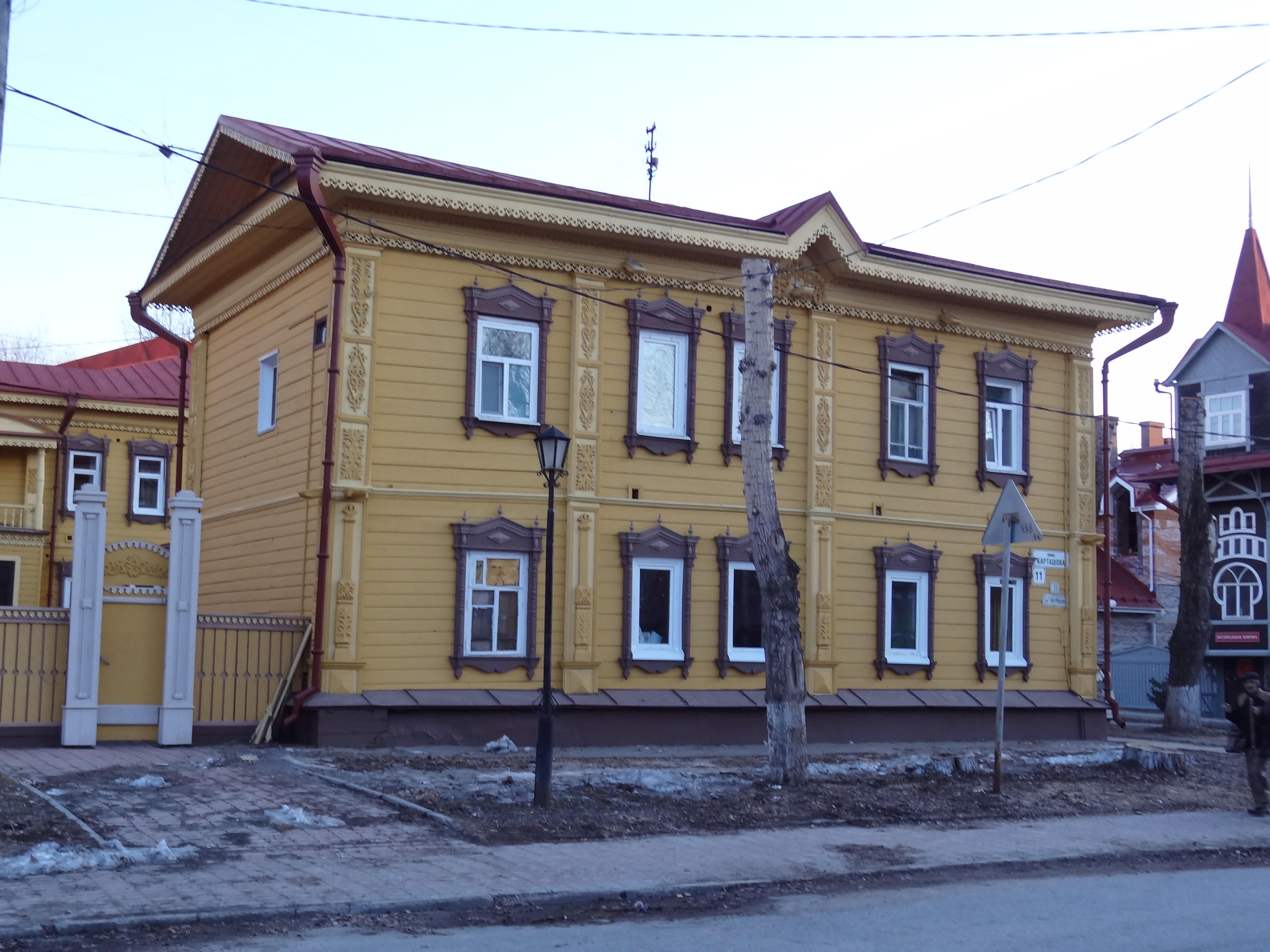
Карташова, 11 / Кузнецова, 20
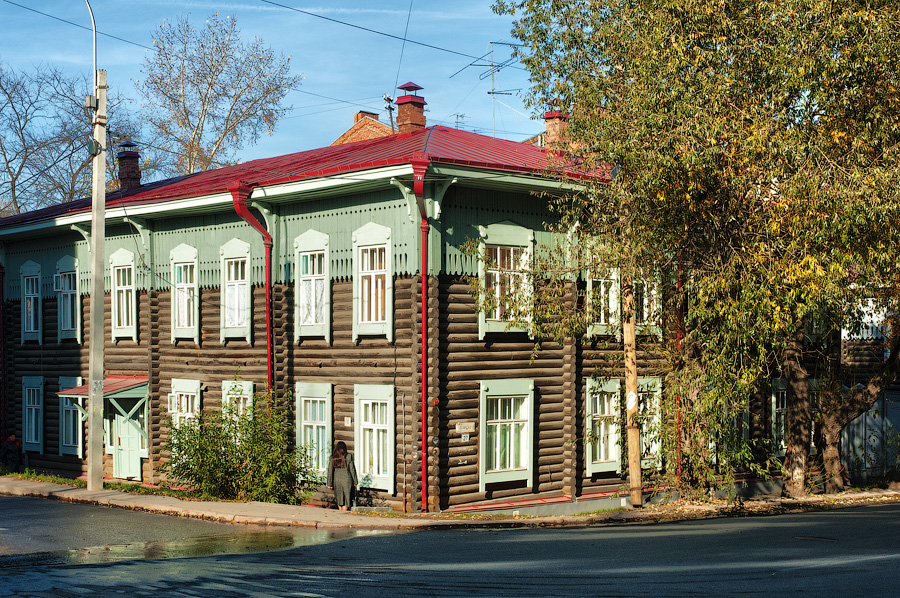
Карташова, 18 / Белинского, 27
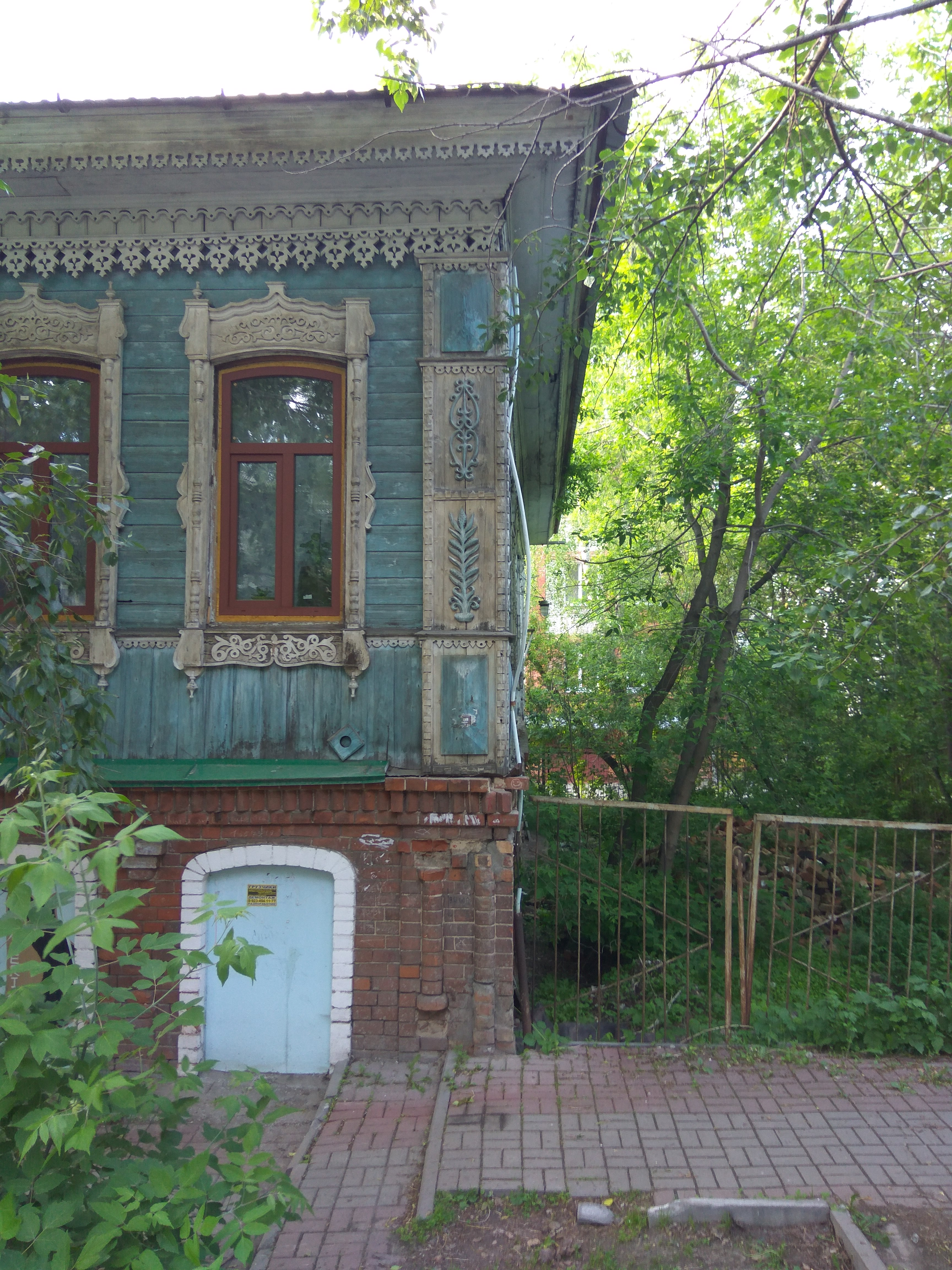
Карташова, 22
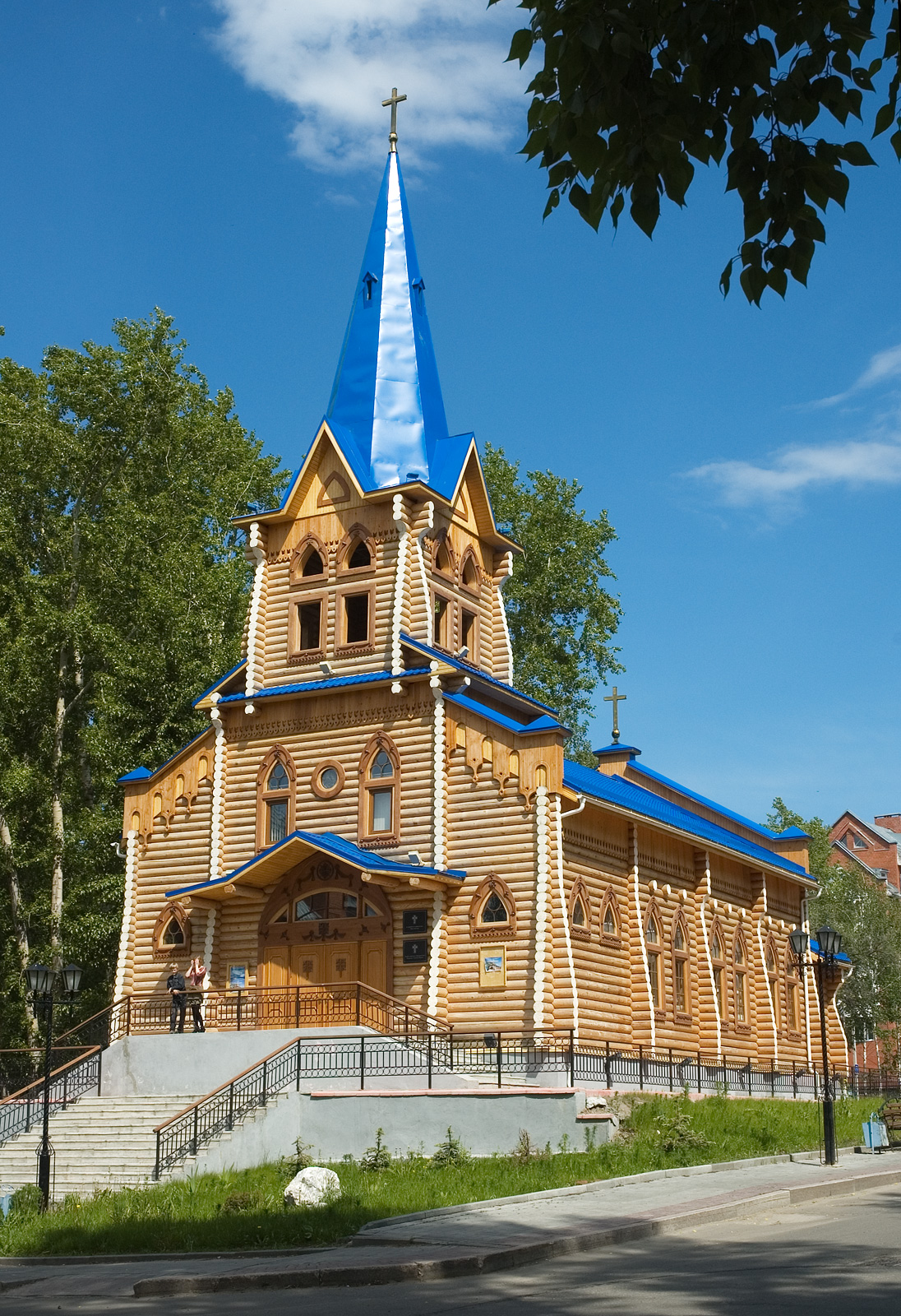
Церковь Святой Марии
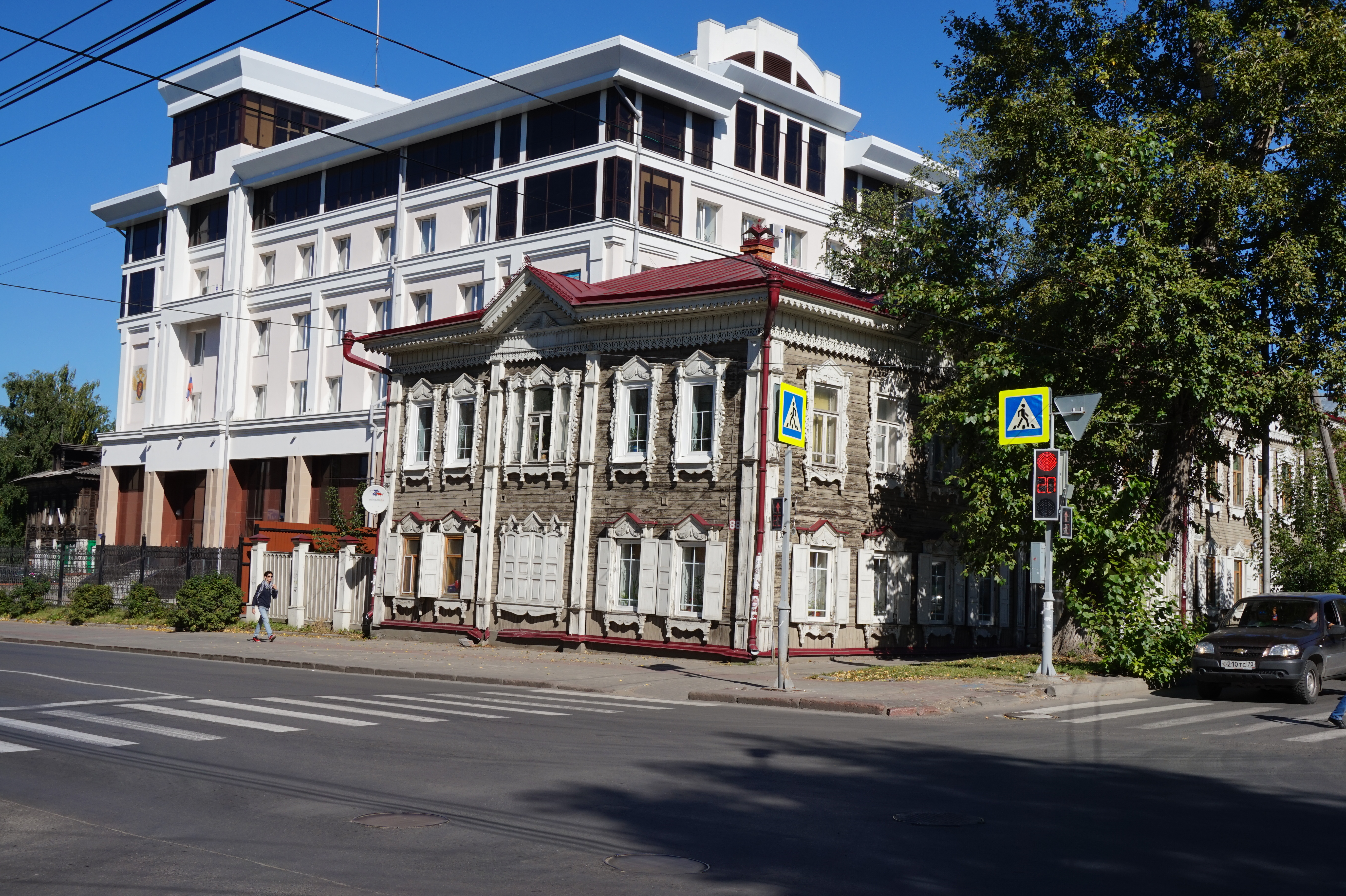
Карташова, 32 / Красноармейская, 88
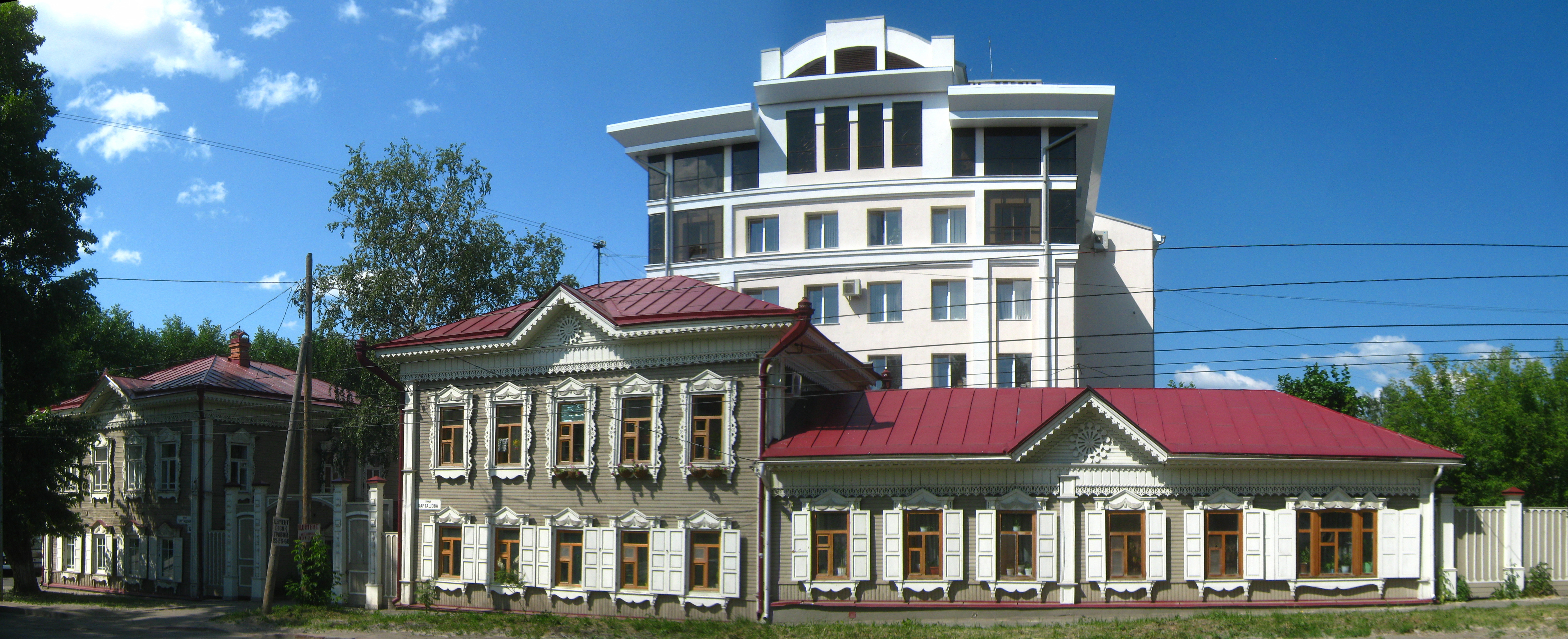
Карташова, 32а и 32б